# Johnson megye (Indiana)
Johnson megye az Amerikai Egyesült Államokban, azon belül Indiana államban található. Megyeszékhelye Franklin, legnagyobb városa Greenwood. Lakosainak száma 161 765 fő (2020. április 1.). Johnson megye Marion, Brown, Shelby, Bartholomew és Morgan megyékkel határos.

## Népesség
A megye népességének változása:
| Lakosok száma | 140 052 | 141 508 | 143 300 | 145 535 | 149 633 | 161 765 |
|               | 2010    | 2011    | 2012    | 2013    | 2015    | 2020    |